# Paweł Chromik
Paweł Chromik, ps. „Gorol” (ur. 1900, zm. 24 listopada 1944 w Katowicach) – polski urzędnik, działacz ruchu oporu w trakcie II wojny światowej.

## Życiorys
Urodził się w 1900 roku. Pracował jako urzędnik w kopalni „Ferdynand” (późn. „Katowice”). Przed 1939 roku mieszkał prawdopodobnie w Szopienicach (późniejszej części Katowic), gdzie aktywnie działał w pracach rady parafialnej przy szopienickiej parafii św. Jadwigi Śląskiej.
Podczas II wojny światowej był działaczem ruchu oporu. Był komendantem obwodu powiatowego w Polskim Związku Wolności i zastępcą szefa Biura Informacji i Propagandy Inspektoratu Katowice Armii Krajowej.
W marcu 1944 roku wraz z Wincentym Wajdą został aresztowany przez Gestapo i osadzony w katowickim więzieniu przy ulicy Mikołowskiej. Obydwaj zostali tam w wyniku procesu ścięci 24 listopada 1944 roku.

## Upamiętnienie
- Ulica Pawła Chromika w Katowicach, na terenie dzielnicy Zawodzie[1].